# Zhujiang New Town

Zhujiang New Town est le principal centre d'affaires de Canton, en Chine. Ce grand quartier se situe dans le district de Tianhe.
Il accueille notamment le CTF Finance Centre, le Guangzhou International Finance Center, l'Opéra de Canton, la bibliothèque de Canton et le musée du Guangdong.
Une ligne automatique dédiée du métro de Canton, APM, dessert le quartier.